# Arubolana imula
Arubolana imula är en kräftdjursart som beskrevs av Lazar Botosaneanu och Jan Hendrik Stock 1979. Arubolana imula ingår i släktet Arubolana och familjen Cirolanidae. IUCN kategoriserar arten globalt som sårbar. Inga underarter finns listade i Catalogue of Life.